# قطعنامه ۱۸۷۰ شورای امنیت
قطعنامه ۱۸۷۰ شورای امنیت سازمان ملل متحد که در تاریخ ۳۰ آوریل ۲۰۰۹ تصویب شد، سندی بین‌المللی دربارهٔ گزارش دبیر کل سازمان ملل دربارهٔ سودان است. این قطعنامه طی نشست ۶۱۱۶ام با ۱۵ رای موافق، ۰ مخالف و ۰ ممتنع تصویب شد.